# Elektrische Straßenbahn Spandau–Nonnendamm

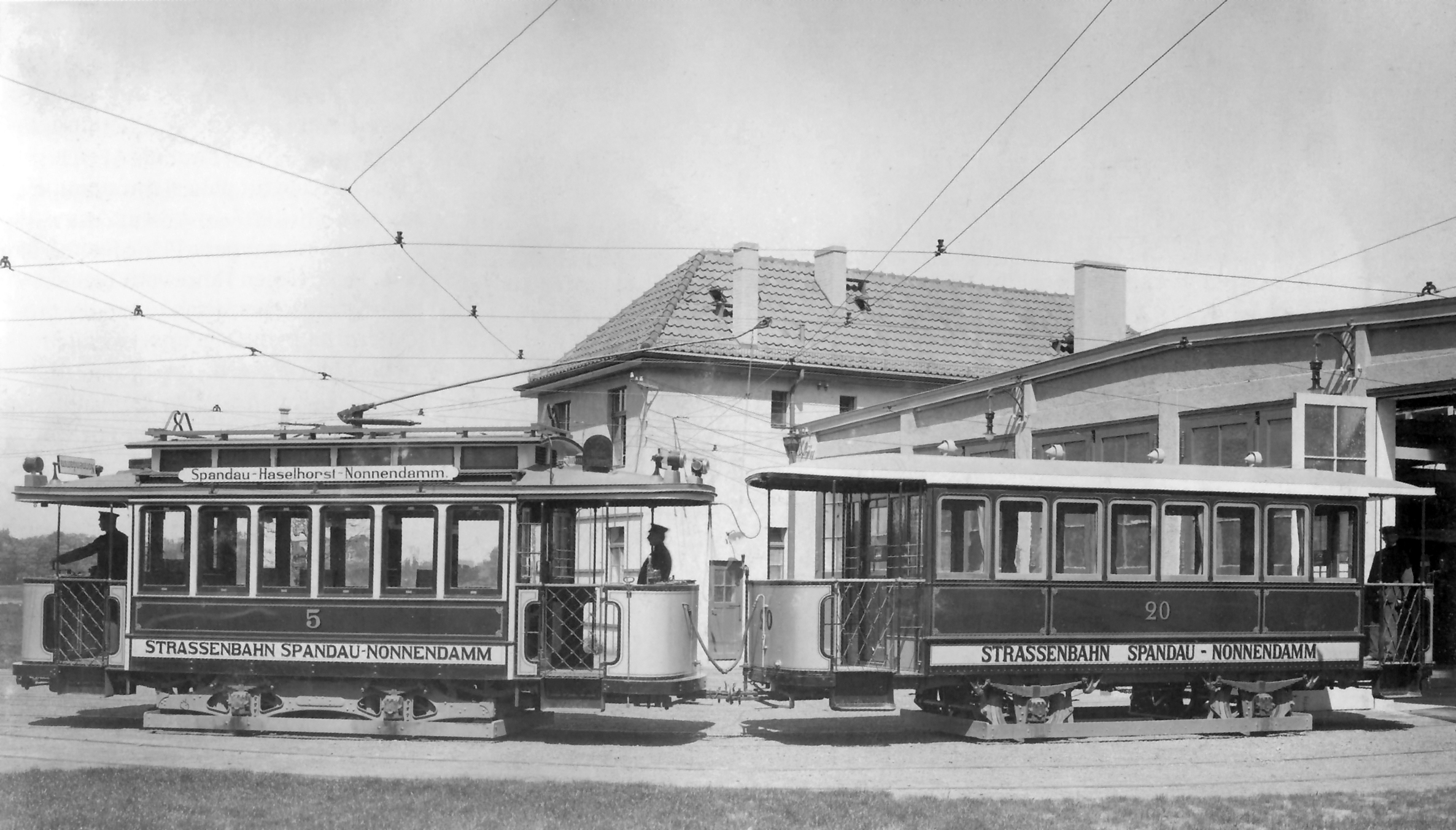
Triebwagen 5 und Beiwagen 20 vor dem Betriebshof Grenzstraße, um 1910

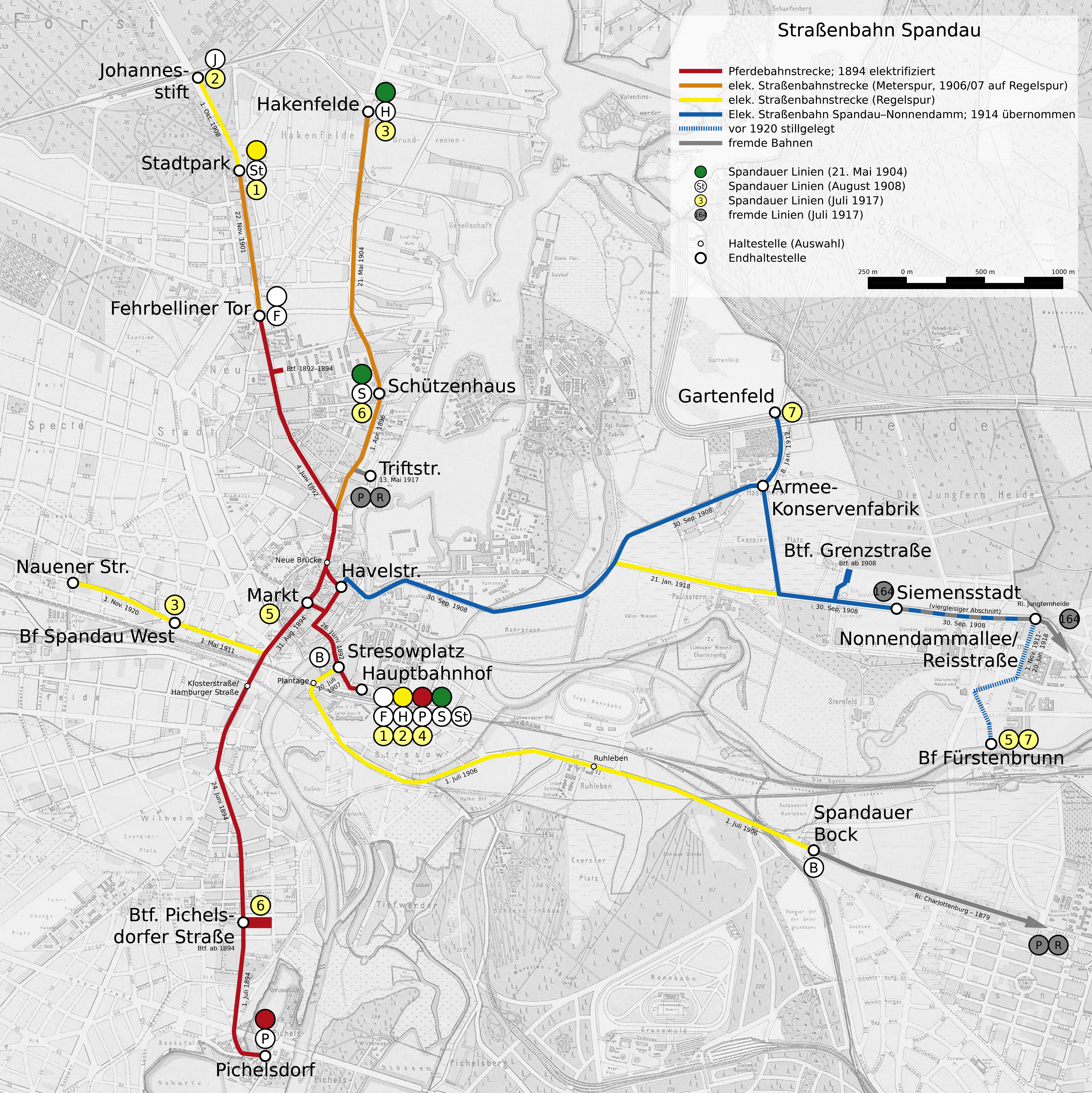
Verlauf der Nonnendammbahn (blau) im Netz der Spandauer Straßenbahn

Die Elektrische Straßenbahn Spandau–Nonnendamm GmbH (SpN) – umgangssprachlich Nonnendammbahn genannt – war ein zwischen 1909 und 1914 bestehendes Straßenbahnunternehmen, das aus einer 1908 von Siemens & Halske errichteten Straßenbahnlinie hervorging. Drei Monate nach ihrer Gründung erwarb die damals selbstständige Stadt Spandau alle Anteile an der Bahn, deren Betriebsführung im Folgejahr von der Städtischen Straßenbahn Spandau übernommen wurde. Mit der Löschung der Nonnendammbahn aus dem Handelsregister im Jahr 1914 erfolgte die vollständige Eingliederung in die Spandauer Straßenbahn.
Die von der Nonnendammbahn betriebene Strecke zwischen der Spandauer Altstadt und Siemensstadt wurde zuletzt von der Linie 55 der Berliner Straßenbahn benutzt. Diese wurde durch die Berliner Verkehrsbetriebe (BVG) am 2. Oktober 1967 als letzte Straßenbahnlinie West-Berlins eingestellt und auf Busbetrieb umgestellt.

## Geschichte
Im Jahr 1897 erwarb Siemens & Halske ein rund 21 Hektar großes Gelände am Nonnendamm, auf dem in den nächsten Jahren ein neues großes Werksgelände entstehen sollte, das später unter dem Namen Siemensstadt bekannt wurde. Zur gleichen Zeit entstand im nahegelegenen Haselhorst unter anderem eine Wohnkolonie des preußischen Militärfiskus zur Unterbringung der Arbeiter der Armee-Konservenfabrik. Die Stadt Spandau verfolgte mit diesen Neuansiedlungen von Betrieben das Ziel, ihr Steueraufkommen zu erhöhen. Zur Unterstützung dieser Aktivitäten schlug 1899 der Spandauer Oberbürgermeister Koeltze den Bau einer Güterbahn vor, die von der Spandauer Militärbahn abzweigend den Nonnendamm erschließen sollte. Im Jahr darauf beauftragte der Spandauer Senat eine Eisenbahnbaufirma mit den Vorarbeiten für eine normalspurige Güter- und Straßenbahn Spandau – Haselhorst – Nonnendamm – Charlottenburg. Während der bis 1902 andauernden Verhandlungen konnten mehrere technische und rechtliche Fragen geklärt werden, die Finanzierung des 530 000 Mark teuren Vorhabens blieb dagegen offen. Die Stadt verfolgte das kostspielige Projekt deshalb zunächst nicht weiter. Auch schien das Vorhaben nicht sonderlich vielversprechend, denn die fraglichen Stadtviertel erhielten 1905 mit dem Bahnhof Fürstenbrunn eine Verbindung zum öffentlichen Nahverkehr. Allerdings war der Bahnhof über einen Kilometer von den Werkhallen entfernt.
Ab 1904 dehnten sich die Siemenswerke über die administrativen Grenzen der Spandauer Exklave Nonnendamm hinaus auf die benachbarten Kreise Niederbarnim und Osthavelland aus. In der Folge gab es Anstrengungen sowohl seitens der Stadt Spandau als auch der Stadt Charlottenburg, das Gebiet unter die eigene Hoheit zu bringen. Allerdings wünschte die Residenzstadt Charlottenburg keine weitere Ausdehnung von Industrieanlagen, weil das nicht ihren städtebaulichen Vorstellungen entsprach. Die Stadt Spandau war hingegen bemüht, das zwischen Kernstadt und Exklave liegende Gebiet einzugemeinden, was ihr in den Jahren 1908 und 1910 gelingen sollte. Einhergehend mit der Ausweitung des Werkgeländes griff Siemens die Pläne der Stadt Spandau wieder auf und nahm die Realisierung von Güter- und Straßenbahn selbst in die Hand. 1906 kam es zum Vertragsabschluss mit dem Militärfiskus über den Bau der Güterbahn, 1907 schloss das Unternehmen einen Vertrag mit der Stadt über den Bau der Straßenbahn. Darin wurde auch die Übergabe an die Stadt im Jahr 1909 geregelt.
| Zeitraum              | Streckenlänge (in km) | bef. Pers. | Einnahmen (in Mark) |
| --------------------- | --------------------- | ---------- | ------------------- |
| 01.10.1908–31.03.1909 | 1,39                  |            |                     |
| 01.04.1909–31.03.1910 | 3,23                  | 0.061.060  | 051.817,00          |
| 01.04.1910–31.03.1911 | 3,23                  | 0.867.765  | 069.182,00          |
| 01.04.1911–31.03.1912 | 3,23                  | 1.094.511  | 104.426,00          |
| 01.04.1912–31.03.1913 | 4,39                  | 1.745.568  | 154.986,00          |
| 01.04.1913–31.03.1914 | 4,19                  | 1.865.657  | 169.759,00          |
| 01.04.1914–30.09.1914 | 4,19                  | 1.968.776  | 084.269,00          |

Der Regierungspräsident in Potsdam erteilte am 24. Februar 1908 der Firma Siemens & Halske die Konzession zum Betrieb der Straßenbahn Spandau – Nonnendamm. Der Bau der Siemens-Güterbahn hatte zunächst Vorrang, sie nahm am 16. März 1908 ihren Betrieb auf. Der Bau der Straßenbahn fand überwiegend im Sommer 1908 statt. Nachdem der Eröffnungstermin auf Grund von Gleisbauarbeiten auf der Berliner Brücke mehrmals nach hinten verschoben werden musste, erfolgte zum 30. September 1908 die Betriebsaufnahme der Straßenbahn von der Kreuzung Nonnendamm Ecke Reisstraße über Haselhorst zur Kreuzung Breite Ecke Havelstraße in Spandau. Zum Einsatz kamen zwei von vier Triebwagen, die im Abstand von 30 Minuten auf der eingleisigen Strecke verkehrten. Da die Endstelle in der Spandauer Altstadt keine Umsetzmöglichkeit besaß, konnten vorerst keine Beiwagen eingesetzt werden. Ab dem 27. Oktober 1908 setzte die Bahn für den Arbeiterverkehr zur Armee-Konservenfabrik einen dritten Triebwagen zwischen Spandau und Haselhorst ein, ab Anfang Dezember fuhr in den Abendstunden zusätzlich der vierte Triebwagen.
Im März 1909 wurde am Nonnendamm Ecke Grenzstraße ein neuer Betriebshof errichtet, zuvor kamen die Wagen in der Siemens-Bahnhalle am Rohrdamm unter. Der Bau war nötig, da einerseits der Fuhrpark vergrößert wurde, andererseits eine Unterbringung im Betriebshof der Städtischen Straßenbahn vorerst nicht möglich gewesen wäre, da selbiger bereits an seine Kapazitätsgrenzen stieß. Zu Ostern 1909 wurde auf der Strecke erstmals mit Beiwagen gefahren. Dafür war eine Weichenverbindung zum Streckennetz der Spandauer Straßenbahn hergestellt worden, die als provisorisches Wendedreieck genutzt werden konnte. Da diese Betriebsform nicht genügte, durchfuhren die Züge ab dem 2. Mai 1909 die Blockschleife aus Havelstraße, Potsdamer Straße, Markt und Breite Straße.
Zur Übergabe der Straßenbahn an die Stadt Spandau gründeten Siemens & Halske und die Siemens-Schuckertwerke am 23. März 1909 die Elektrische Straßenbahn Spandau–Nonnendamm GmbH. Die Stadt Spandau erwarb am 1. Oktober 1909 deren Gesellschaftsanteile in Höhe von 300.000 Mark zum Preis von 463.000 Mark. Die Konzessiosübertragung auf die Stadt war am 16. Februar 1910. Es gingen dabei nur die ausschließlich für den Personenverkehr verwendeten Gleise über. Die von der Straßenbahn mitbenutzten Gleise der Siemens-Güterbahn im Nonnendamm und dem Schwarzen Weg verblieben bei Siemens. Ab dem 1. April 1910 übernahm dann die Spandauer Straßenbahn die Betriebsführung der Bahn.

Tw 101 (ex Nonnendamm Tw 7) mit zwei Beiwagen in Siemensstadt, zw. 1912 und 1918

Infolge des stetigen Ausbaus der Siemenswerke stieg die Nachfrage auf der Nonnendammbahn ebenfalls an. In den Morgen- und Abendstunden fuhren die Züge teilweise mit drei Wagen. Die bereits von Siemens verfolgte Verlängerung der Strecke um 800 Meter durch die Reisstraße und den Rohrdamm bis zum Bahnhof Fürstenbrunn konnte am 1. November 1911 eröffnet werden. Die Strecke führte über die Reisstraße und den Rohrdamm bis zum Bahnhof an der Hamburger Bahn.
Zu Beginn des Jahres 1912 ging zwischen der Armee-Konservenfabrik und Gartenfeld, wo Siemens sein Kabelwerk errichtete, eine 700 Meter lange Zweigstrecke in Betrieb. Die Strecke war nur für Arbeiterzüge vorgesehen, die jeweils zu Betriebsbeginn und -ende verkehrten. Die Stadt Spandau bezuschusste den Bau mit 250.000 Mark. Siemens beteiligte sich ebenfalls am Streckenbau, da auch hier ein Gemeinschaftsbetrieb mit der Güterbahn bestand.
Im Jahr 1913 stand die Linie N trotz des starken Pendlerverkehrs zu den Siemenswerken erst an dritter Stelle der Spandauer Linien. Während die Linien P nach Pichelsdorf und H nach Hakenfelde 3,26 Millionen bzw. 2,55 Millionen Fahrgäste aufweisen konnten, waren es auf der Nonnendammbahn 1,865 Millionen Fahrgäste. Die beiden übrigen Linien B und J nach dem Spandauer Bock und Johannesstift folgten in geringem Abstand. Trotz der Erweiterungen blieb die Nonnendammbahn zeit ihres Bestehens defizitär. Die Einnahmen fielen vergleichsweise gering aus, da die Bahn zwischen Spandau und Haselhorst durch noch vorwiegend unbebautes Gelände führte und die meisten Fahrgäste die nicht kostendeckenden Arbeiterkarten in Anspruch nehmen konnten. Dem gegenüber standen die hohen Betriebsausgaben, zu denen auch die Verzinsung und Amortisation des Anlagekapitals von 780.000 Mark gehörten. Für den sich auf wenige Stunden konzentrierenden Pendlerverkehr mussten zusätzliche Wagen bereitgestellt werden, die den Rest des Tages keine Verwendung fanden. Zu guter Letzt bezog die Straßenbahn auch nach der Übernahme durch die Stadt ihren Strom aus dem firmeneigenen Kraftwerk, was Siemens mit 12 Pfennig pro Kilowattstunde in Rechnung stellte. Die Städtische Straßenbahn führte 1910–1913 jährlich zwischen 42.000 und 71.371 Mark an die Nonnendammbahn ab, um deren Verluste auszugleichen. 1912 reichten die Mehreinnahmen nicht aus, um den Fehlbetrag zu decken, weshalb die Stadt weitere 11.000 Mark beisteuerte. Erst um 1914 schien sich die Lage zu entspannen. Da das Unternehmen inzwischen vollständig der Spandauer Straßenbahn angegliedert war, gab es ab 1911 Überlegungen, die Gesellschaft aufzulösen. Den Beschluss fällten die Stadtverordneten am 3. April 1914. Am 1. Oktober 1914 wurde die Elektrische Straßenbahn Spandau–Nonnendamm GmbH aus dem Handelsregister gelöscht.
Am 8. Dezember 1920 ging die Städtische Straßenbahn Spandau in der Großen Berliner Straßenbahn auf, die kurz darauf in der Berliner Straßenbahn (BSt) aufging. Am 21. April 1921 wurden die Spandauer Linien vollständig in das Berliner Netz integriert. Die Strecken blieben mit teilweisen Unterbrechungen bis in die 1960er Jahre in Betrieb. Den Anschluss nach Gartenfeld legten die BVG am 1. Oktober 1960 still, die Stammstrecke der Nonnendammbahn war bis zum 2. Oktober 1967 als Abschnitt der letzten West-Berliner Straßenbahnlinie 55 in Betrieb.

## Streckenbeschreibung
Die Strecke war zur Eröffnung etwa 3,2 Kilometer lang und überwiegend eingleisig. Sie führte von der Kreuzung Breite Straße Ecke Havelstraße in der Spandauer Altstadt über die Berliner Straße und Berliner Chaussee, Gartenfelder Straße, Schwarzer Weg und Nonnendamm zur Ecke Reisstraße, wo sich eine Umsetzendstelle befand. Auf dem Nonnendamm zwischen Grenzstraße und Reisstraße war die Strecke auf 1250 Meter Länge zweigleisig. Die Gleise befanden sich in Straßenmitte oder, sofern vorhanden, auf dem Mittelstreifen. Im Schwarzen Weg war es seitlich der Fahrbahn angeordnet. Ausweichen befanden sich in der Berliner Chaussee und in der Gartenfelder Straße Höhe Küsterstraße. Auf der Nonnendammallee und dem Schwarzen Weg fand anfänglich noch Mischbetrieb mit der Siemens-Güterbahn statt.
1909 wurde mit der Herstellung einer Gleisverbindung der Anschluss an das Spandauer Straßenbahnnetz hergestellt. In Siemensstadt wurde 1911 die Strecke eingleisig über die Reisstraße, das Siemens-Werksgelände und den Rohrdamm zum Bahnhof Fürstenbrunn verlängert; die Endstelle lag nördlich der Spree.
Mit dem Bau der Anschlussstrecke nach Jungfernheide wurde die Endstelle am Nonnendamm auf insgesamt vier Gleise erweitert. Die von der Spandauer Straßenbahn und der Güterbahn genutzten Anlagen lagen im südlichen Teil des Mittelstreifens, die von der BCS und GBS genutzten nördlich dazu. Vor der Ecke Rohrdamm führten zwei Gleise von der Nonnendammbahn auf die Anschlussstrecke.
Bis April 1923 baute Siemens die Abschnitte von der Berliner Chaussee Ecke Gartenfelder Straße bis zur Reisstraße einschließlich der Stichstrecke nach Gartenfeld auf eigene Kosten zweigleisig aus. Die Gütergleise waren damit vollständig von der Straßenbahn getrennt. Die doppelte Endstelle an der Reisstraße wurde zu einer dreigleisigen Aufstellanlage für die Straßenbahnzüge sowie ein getrenntes Gütergleis für die Anschlussbahn zurückgebaut. Die Wendeschleife für die aus Jungfernheide kommenden Züge ging an der Wagenhalle Grenzstraße neu in Betrieb. Die Anordnung blieb im Wesentlichen bis zur Einstellung der Straßenbahn 1967 erhalten, die Gleisanlagen wurden danach teilweise von der Güterbahn weiter genutzt. Der verbliebene Abschnitt zwischen Gartenfelder Straße und der Berliner Brücke wurde bis 1927 zweigleisig ausgebaut.

## Betrieb

Wagenhalle Grenzstraße, 1912

### Betriebshof
Die Fahrzeuge waren zunächst in der Bahnhalle im Rohrdamm untergebracht, bevor am 1. Mai 1909 ein neuer Betriebshof am Nonnendamm Ecke Grenzstraße dem Betrieb übergeben werden konnte. Dieser Betriebshof Grenzstraße wurde 1912 erstmals erweitert und bot auf einer Fläche von 1380 Quadratmetern Platz für 18 Wagen. 1920 übernahm die Berliner Straßenbahn der Hof als Außenstelle des Betriebshofs Pichelsdorfer Straße unter der Nummer 28a. 1923 wurde die Halle um 35 Meter verlängert. 1944 wurden die Hallen infolge der Kampfhandlungen schwer beschädigt. Nach einer notdürftigen Instandsetzung stellte die BVG vorübergehend kriegszerstörte Wagen ab. 1951 erfolgte die Beseitigung der Gebäudereste, 1954 die Stilllegung der Gleisschleife und die anschließende Rückgabe des Geländes an Siemens.

### Fahrzeuge

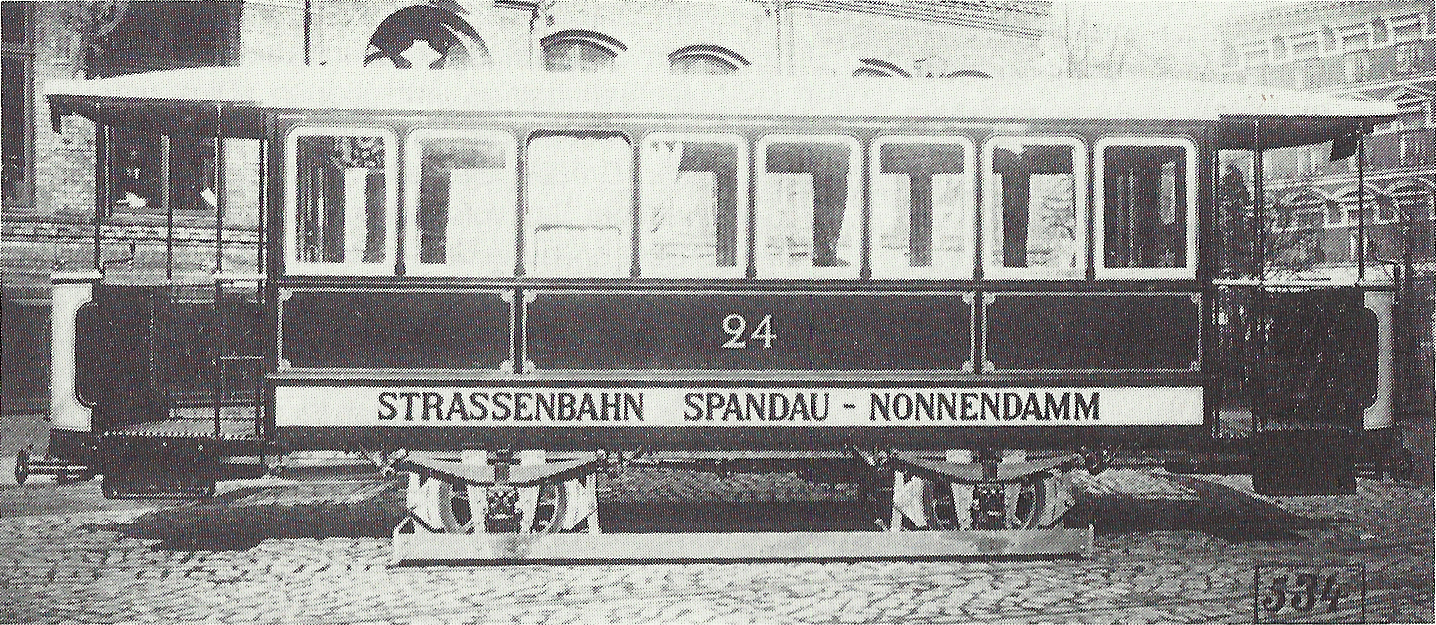
Beiwagen 24 im Herstellerwerk Falkenried, 1908

Innenaufnahme des Spandauer Tw 101 (ex Nonnendamm Tw 7), zw. 1912 und 1918

Tw 91 der Spandauer Straßenbahn mit dem Sprengwagen der Nonnendammbahn, um 1916

Die Straßenbahn bestellte anfangs je sechs Trieb- und Beiwagen. Zur Betriebseröffnung standen erst vier Triebwagen zur Verfügung, die übrigen Fahrzeuge wurden Anfang 1909 ausgeliefert. Zu Ostern 1909 setzte die Bahn erstmals planmäßig Beiwagen ein. 1911 bestellte die Bahn sieben weitere Trieb- sowie zehn Beiwagen. Die Spandauer Straßenbahn übernahm diese Wagen 1914 und reihte sie in ihr Nummernschema ein. Mit dem Übergang zur Berliner Straßenbahn erfolgte eine erneute Umnummerierung.
Die Wagen hatten offene Einstiegsplattformen und sechs bzw. acht Fenster je Seite. An den Wagenenden sowie unterhalb der Fensterreihe war die Wagennummer mittig angeschrieben, darunter der Schriftzug STRASSENBAHN SPANDAU – NONNENDAMM. Über den Fenstern waren Linienverlaufsschilder angebracht. Die Stromentnahme aus der Oberleitung erfolgte über Rollenstromabnehmer. Obwohl Siemens zu dieser Zeit bei seinen Straßenbahntriebwagen den Bügelstromabnehmer bevorzugte, war von Beginn an ein Übergang zur Spandauer Straßenbahn, die ebenfalls Rollenstromabnehmer nutzte, vorgesehen. Die Triebwagen boten 18 Sitz- und 16 Stehplätze, die Beiwagen 24 Sitz- und 20 Stehplätze.
Die Triebwagen erhielten nach 1920 die Wagennummern 4156 bis 4168. Die Berliner Straßenbahn musterte sie bis 1929 aus.
Die Beiwagen der ersten Lieferung liefen nach 1920 unter den Nummern 1487 bis 1492. 1927 erhielten sie geschlossene Plattformen und die Nummern 1471II bis 1476II. Bei der Verwaltungstrennung der BVG kamen Wagen 1471II und 1475II zur BVG-West, die diese bis 1954 ausmusterte. Die Wagen 1472II bis 1474II kamen zur BVG-Ost. Diese baute die Wagen äußerlich um, wobei diese Tonnendächer erhielten und teilweise eine veränderte Fensteranordnung. 1969 zog die BVG-Ost die drei Wagen in das Rekoprogramm ein. Wagen 1476II musterte die BVG bereits vor 1949 aus.
Die Beiwagen der zweiten Lieferserie erhielten nach 1920 die Wagennummern 1523 bis 1532. Wagen 1526 bis 1530 kamen ab 1923 auf der Linie 120 vom Bahnhof Spandau West nach Hennigsdorf zum Einsatz. Sie erhielten 1927 wie die anderen Beiwagen geschlossene Plattformen. Wagen 1527 war zu diesem Zeitpunkt bereits ausgemustert. Die auf der Überlandlinie verkehrenden Wagen hatten im Gegensatz zu den normalen Wagen längere Plattformen sowie breitere Radreifen für den Einsatz auf Eisenbahnstrecken erhalten. Ferner erhielten sie zusätzliche Sicherungseinrichtungen und verschließbare Plattformtüren. Nach dem Umbau liefen die Wagen unter den Nummern 1477II bis 1485II. Wagen 1478II sowie Wagen 1481II bis 1484II verblieben nach 1949 bei der BVG-West, wo sie 1954 ausgemustert wurden. Wagen 1477II und 1485II blieben im Ostteil der Stadt und wurden 1969 ebenfalls ins Rekoprogramm einbezogen. Auf den Untergestellen der Wagen 1479II und 1480II wurden vor 1949 die Güterloren G337 und G338 aufgebaut, die in den Bestand der BVG-Ost übergingen.
An Arbeitsfahrzeugen standen dem Unternehmen ein Sprengwagen und ein weiterer Wagen zur Verfügung.
| Baujahr      | Hersteller | Wagennummer | Wagennummer | Wagennummer | Wagennummer                   | Verbleib |
| Baujahr      | Hersteller | ab 1908     | ab 1914     | ab 1920     | ab 1927                       | Verbleib |
| Triebwagen   | Triebwagen | Triebwagen  | Triebwagen  | Triebwagen  | Triebwagen                    | Triebwagen |
| ------------ | ---------- | ----------- | ----------- | ----------- | ----------------------------- | --- |
| 1908/09      |            | 1–6         | 095–100     | 4156–4161   | 4156–4161                     | 1929 ausgemustert |
| 1911         |            | 07–13       | 101–107     | 4162–4168   | 4162–4168                     | 1929 ausgemustert |
| Beiwagen     |            |             |             |             |                               | |
| 1908         | Falkenried | 19–24       | 08II–13II   | 1487–1492   | 1471II–1474II 1475III–1476III | Wagen 1527 bis 1927 ausgemustert; Wagen 1479 und 1480 im Jahr 1943 zu G337 und G338; Teile von Wagen 1472–1474, 1477 und 1485 ins Rekoprogramm einbezogen |
| 1910/11      |            | 25–34       | 187–196     | 1523–1532   | 1477II–1485II                 | Wagen 1527 bis 1927 ausgemustert; Wagen 1479 und 1480 im Jahr 1943 zu G337 und G338; Teile von Wagen 1472–1474, 1477 und 1485 ins Rekoprogramm einbezogen |
| Arbeitswagen |            |             |             |             |                               | |
| 1909         |            |             | 199         |             |                               | Sprengwagen |
|              |            |             |             |             |                               | Arbeitswagen |

### Fahrplan
Die Linie wurde zunächst mit zwei Triebwagen halbstündlich zwischen Spandau und Nonnendamm befahren, da sie durch noch weitgehend unbebautes Gelände führte und ein Großteil der Siemens-Mitarbeiter aus Berlin und Charlottenburg kam. Nach 20 Uhr wurde die Wagenfolge auf eine Stunde ausgedehnt und mit einem Pendelwagen gefahren. Ab dem 27. Oktober 1908 pendelte ein dritter Triebwagen zwischen Spandau und Haselhorst. Wegen der begrenzten Ausweichmöglichkeiten fuhr er in der Regel unmittelbar nach einem der beiden anderen Triebwagen und war dementsprechend spärlich besetzt. Ab Anfang November 1908 dehnte man den Halbstundentakt bis 21:30 Uhr aus.
Steigende Fahrgastzahlen führten im Mai 1909 zur Einführung des Viertelstundentaktes bis etwa 21 Uhr, danach fuhren die Züge Halbstundentakt. Am 2. oder 3. Mai 1909 verlängerte man die Linie in die Spandauer Altstadt hinein. Nach der Übernahme der Betriebsführung durch die Städtische Straßenbahn erhielten die Nonnendammbahn im Mai 1910 die Liniensignale N (für Züge nach Nonnendamm) und K (für Züge zur Armee-Konservenfabrik) zugeteilt. Die Linie K fuhr überwiegend sonntags, da die Linie N an diesen Tagen halbstündlich verkehrte und durch die zweite Linie der Viertelstundentakt zwischen Spandau und Haselhorst beibehalten werden konnte. Ab dem 1. Mai fuhren die Linien westwärts weiter bis zum Bahnhof Spandau West an der Seegefelder Straße. Am 1. Oktober 1913 wurde die Linie K wieder eingestellt.
Als Zubringer für das in Gartenfeld errichtete Kabelwerk fuhren vereinzelte Züge während des Berufsverkehrs ab dem 8. Januar 1912 als Linie G zwischen Gartenfeld und Bahnhof Fürstenbrunn. Infolge der Inbetriebnahme der Straßenbahnstrecke vom Ringbahnhof Jungfernheide nach Nonnendamm durch die Berlin-Charlottenburger Straßenbahn im Jahr 1913 ergab sich eine Konkurrenzsituation in der Siemensstadt. Die überwiegend in Berlin und Charlottenburg wohnhafte Bevölkerung nutzte bis dato die Vorortzüge bis Bahnhof Fürstenbrunn und ab dort die Nonnendammbahn bis Siemensstadt. Nach der Inbetriebnahme stiegen die meisten Arbeiter bereits in Jungfernheide um, da bis hier der günstigere Stadt- und Ringbahntarif galt, und fuhren von dort aus mit der Linie der Berlin-Charlottenburger Straßenbahn. Die Mitarbeiter des Kabelwerks nahmen für die günstigere Verbindung auch einen rund einen Kilometer langen Fußmarsch in Kauf. Zu Beginn des Ersten Weltkrieges stellte die Spandauer Straßenbahn daher die wenig gefragte Linie G wieder ein. Ab dem 9. Juni 1914 bestand eine Anschlussverbindung zum Bahnhof Jungfernheide. Die von Siemens & Halske sowie den Siemens-Schuckertwerken erbaute Strecke bediente zunächst die Pendellinie der BCS (Linie V), später die Linie 164 der Großen Berliner Straßenbahn (GBS).
Die Linie N erhielt am 29. Juni 1917 im Zuge der Nummernvergabe bei der Spandauer Straßenbahn die Liniennummer 5. Am 21. Januar 1918 wurde sie zusammen mit einer neu eingerichteten Verstärkerlinie 8, die ab Haselhorst verkehrte, über die Anschlussstrecke zum Bahnhof Jungfernheide verlängert; die Strecke zum Bahnhof Fürstenbrunn ging am gleichen Tag außer Betrieb.

### Tarif
Der Fahrpreis betrug für die Gesamtstrecke anfänglich 10 Pfennig. Ferner wurden Schülerkarten für 15 Fahrten zum Preis von 1 Mark ausgegeben. Ab Mai 1909 gab die Bahn auch Lochkarten zum Preis von 1 Mark aus, die zu zwölf Fahrten berechtigten. Ab Herbst 1909 gab die Bahn zudem Arbeiterwochenkarten zum Preis von 60 Pfennig aus, diese berechtigten zu zwei Fahrten je Werktag. Die Hinfahrt hatte bis 8 Uhr, die Rückfahrt zwischen 11 und 20 Uhr zu erfolgen. Ihr Preis wurde 1912 auf 80 Pfennig und 1913 auf eine Mark angehoben. Die Ausgabe erfolgte an „einheimische“ Arbeiter, die Invalidenmarken klebten und ein Jahreseinkommen bis 2100 Mark hatten.
Ab dem 15. August 1909 bestand in Richtung des Spandauer Hauptbahnhofs eine Umsteigeberechtigung zu den Linien der Spandauer Straßenbahn, in entgegengesetzter Richtung war dieser Vorgang nicht zugelassen. Fahrgäste, die umsteigen wollten, hatten den Weichensteller am Markt unter Vorlage ihres Fahrscheins davon in Kenntnis zu setzen. Spätestens mit der Umstellung der Spandauer Straßenbahn von Zahlkasten- auf Schaffnerbetrieb am 1. Januar 1911 bildeten beide Bahnen eine Tarifeinheit.